# Głomsk (gromada)
Głomsk – dawna gromada, czyli najmniejsza jednostka podziału terytorialnego Polskiej Rzeczypospolitej Ludowej w latach 1954–1972.
Gromady, z gromadzkimi radami narodowymi (GRN) jako organami władzy najniższego stopnia na wsi, funkcjonowały od reformy reorganizującej administrację wiejską przeprowadzonej jesienią 1954 do momentu ich zniesienia z dniem 1 stycznia 1973, tym samym wypierając organizację gminną w latach 1954–1972.
Gromadę Głomsk z siedzibą GRN w Głomsku utworzono – jako jedną z 8759 gromad na obszarze Polski – w powiecie złotowskim w woj. koszalińskim na mocy uchwały nr 43/54 WRN w Koszalinie z dnia 5 października 1954. W skład jednostki weszły obszary dotychczasowych gromad Głomsk, Potulice (bez Nowych Potulic, Dubielna i lasu do granicy Leśnictwa Lipka) i Czernice (wschodnia część) ze zniesionej gminy Stara Wiśniewka, a także część dotychczasowej gromady Osowo (tzw. Osowiec oraz część zachodnia, położona obok Poborcza) ze zniesionej gminy Lipka, w tymże powiecie. Dla gromady ustalono 10 członków gromadzkiej rady narodowej.
31 grudnia 1961 z gromady Głomsk wyłączono: a) wieś Potulice, włączając ją do gromady Lipka, oraz b) wieś Czernice, włączając ją do gromady Stara Wiśniewka – w tymże powiecie, po czym gromadę Głomsk zniesiono, a jej (pozostały) obszar włączono do gromady Zakrzewo tamże.